# فرانک رایس
فرانک رایس (انگلیسی: Frank Rice؛ ‏ ۱۳ مهٔ ۱۸۹۲ – ۹ ژانویهٔ ۱۹۳۶) بازیگر اهل ایالات متحده آمریکا بود. وی تحصیلات خود را در پورتلند، اورگن انجام داد.
از فیلم‌ها یا برنامه‌های تلویزیونی که وی در آن نقش داشته‌است، می‌توان به پیامدهای کارهای گذشته، بزن‌بکوب!، ماجرای عشقی، چرندیات، زحمت را کم کن، قهرمان شماره یک مردم، مسیر اورگن، راگلزهای رد گپ، پالی هنرمند سیرک، جویندگان طلا، بچه آریزونا و تهدید عمومی اشاره کرد.